# Conceição do Canindé
Conceição do Canindé este un oraș în Piauí (PI), Brazilia.